# Los Camps (Cellers)
Los Camps és un conjunt de camps de conreu del terme municipal de Castell de Mur, dins de l'antic terme de Guàrdia de Tremp, al Pallars Jussà, en territori del poble de Cellers.
Estan situats al nord del poble de Cellers, a la dreta del barranc de la Gessera. És també al nord del Serrat de la Via, al nord-est de la Via de Corçà, al sud-est dels Esquadros de Grabiel i al sud-oest de les Colomines.